# ددپول و ولورین
ددپول و ولورین (انگلیسی: Deadpool & Wolverine) یک فیلم ابرقهرمانی آمریکایی محصول سال ۲۰۲۴ بر پایهٔ مارول کامیکس و با حضور شخصیت‌های ددپول و ولورین است. این فیلم به‌وسیلهٔ مارول استودیوز، ماکسیمم افوت و ۲۴ لپس انترتینمنت تولید و توسط استودیو سینمایی والت دیزنی اکران شده است. این سی و چهارمین فیلم در دنیای سینمایی مارول و دنباله‌ای بر ددپول (۲۰۱۶) و ددپول ۲ (۲۰۱۸) محسوب می‌شود. کارگردان فیلم شاون لوی و فیلم‌نامه اثر رایان رینولدز، رت ریس، پال ورنیک و زب ولز می‌باشد. رینولدز و هیو جکمن به‌ترتیب نقش ددپول و ولورین را ایفا می‌کنند و اما کورین، مورنا باکارین، راب دلینی، لزلی اوگامس، آرون استنفورد و متیو مک‌فادین از دیگر بازیگران فیلم هستند. در این فیلم ددپول متوجه می‌شود که سازمان رسیدگی به تناقضات زمانی، قرار است دنیای او را نابود کند. او با یک ولورین بی‌میل از دنیای دیگری کار می‌کند تا این سازمان را متوقف سازد.
توسعهٔ فیلم سوم ددپول تا نوامبر ۲۰۱۶ در فاکس قرن بیستم آغاز شده بود، اما پس از خرید این شرکت توسط والت دیزنی در مارس ۲۰۱۹ به حالت تعلیق درآمد. سپس نظارت و مدیریت این شخصیت به مارول استودیوز واگذار شد که شروع به ساخت فیلم جدیدی به‌همراه رینولدز کرد. این فیلم شخصیت ددپول از مجموعهٔ مردان ایکسِ فاکس را با دنیای سینمایی مارول ادغام کرده و رتبه‌بندی بزرگسال فیلم‌های قبلی را همچنان حفظ نموده است و به نخستین فیلم دنیای سینمایی مارول تبدیل شد که چنین رتبه‌ای را کسب کرد. وندی مولینیو و لیزی مولینیو-لوژلین در نوامبر ۲۰۲۰ برای نگارش فیلم‌نامه به پروژه ملحق شدند و ریس و ورنیک از فیلم‌های قبلی، برای بازنویسی فیلم تا مارس ۲۰۲۲ بازگشتند. لوی در آن زمان برای کارگردانی استخدام شده بود. جکمن در اوت ۲۰۲۲ تصمیم گرفت نقش ولورین از فیلم‌های مردان ایکس را بار دیگر ایفا کند و اوایل سال ۲۰۲۳ بازیگران دیگر انتخاب شدند. فیلم‌برداری در مهٔ ۲۰۲۳ در لندن و استودیوهای پاین‌وود در باکینگهام‌شر انگلستان آغاز شد. فیلم‌برداری اضافی در نورفک صورت گرفت. فیلم‌برداری در ژوئیه به‌دلیل اعتصابات ۲۰۲۳ سگ-افترا به حالت تعلیق درآمد، امّا در نوامبر همان سال از سر گرفته شد و در ژانویهٔ ۲۰۲۴ به پایان رسید. عنوان رسمی فیلم، ماه بعد اعلام شد.
ددپول و ولورین نخستین بار در ۲۲ ژوئیهٔ ۲۰۲۴ در تالار دیوید اچ. کوک در نیویورک سیتی به نمایش درآمد و سپس در ۲۶ ژوئیه به‌عنوان بخشی از فاز پنجم دنیای سینمایی مارول در ایالات متحده منتشر شد. این فیلم بیش از ۱٫۳۲ میلیارد دلار در سراسر جهان فروخت و دومین فیلم پرفروش ۲۰۲۴، بیست و یکمین فیلم پرفروش تاریخ و پرفروش‌ترین فیلم تاریخ با درجهٔ سنی R شد.

## داستان
فیلم با نبش قبر ولورین توسط وید ویلسون (ددپول) آغاز می‌شود. ددپول معتقد است که ولورین هنوز زنده است، اما زمانی که اسکلت ولورین را می‌بیند به مرگ او یقین پیدا می‌کند. در این هنگام مأموران «سازمان تناقضات زمانی» (TVA) برای دستگیری او سر می‌رسند، در میانه مبارزه ددپول با آنها، داستان به سال ۲۰۱۸ بازمی‌گردد.
در سال ۲۰۱۸، پس از اینکه وید ویلسون از دستگاه سفر در زمان کیبل برای جلوگیری از مرگ دوست دخترش ونسا استفاده کرد، او از جهان خود، Earth-10005، به Earth-616 در "Scred Timeline" (خط زمانی مقدس) سفر کرد، به امید پیوستن به انتقام جویان و معنایی بیشتر به زندگی خود. او توسط هپی هوگان طرد می‌شود و به جهان خود بازمی‌گردد. شش سال بعد، وید از ونسا جدا شد، از مزدور نقابدار ددپول بازنشسته شد و با دوست و عضو سابق X-Force خود، پیتر، به عنوان فروشنده ماشین دست دوم کار می‌کند.
در جشن تولد وید، مأموران TVA سر می‌رسند و او را به ملاقات با پارادوکس می‌برند. پارادوکس به وید می‌گوید که او اکنون صلاحیت پیوستن به تایم لاین مقدس را دارد، اما خط زمانی او به دلیل مرگ ولورین به خطر افتاده است. وید که نمی‌تواند با نبود عزیزانش کنار بیاید، تصمیم می‌گیرد ولورین را از یکی از جهان‌های دیگر پیدا کند و خط زمانی خود را نجات دهد.
وید، Tempad (دستگاه سفر در زمان و مکان) پارادوکس را می‌رباید و به سوی قبر ولورین جهش می‌کند. با بازگشت به شروع فیلم، وید به طرز وحشیانه‌ای تمام سربازان TVA را می‌کشد و در جستجوی نسخه دیگر ولورین میان جهان‌های موازی سفر می‌کند؛ او با ولورین کوتاه، ولورین پچ، ولورین مصلوب، لوگان پیر و… ملاقات می‌کند و تمام این ملاقات‌ها (بجز ولورین مصلوب) به کتک خوردن ددپول منجر می‌شود. او در نهایت با «بدترین ورژن ولورین» که یک لوگان مست و بی سرپاست ملاقات می‌کند. ددپول، لوگان بیهوش را به TVA می‌آورد تا جایگزین ولورین مرده کند. اما پارادوکس که قصد دارد با استفاده از دستگاهی به نام Time Ripper خطوط زمانی را از بین ببرد با این کار مخالف است. ددپول حدس می‌زند که پارادوکس بدون اطلاع مافوق دستگاه را ساخته است. در اینجا پارادوکس ددپول و لوگان را به Void می‌فرستد.
در The Void، وید و لوگان با هم درگیر می‌شوند، سپس با (کریس ایوانز) که در ابتدا به نظر می‌رسد کاپیتان آمریکا است، اما در واقع جانی استورم است مواجه می‌شوند. دندان‌خنجری و پایرو از راه می‌رسند و با لوگان مبارزه می‌کنند و لوگان سر دندان‌خنجری را از تنش جدا می‌کند. آنها اسیر شده و به نزد «کاساندرا نوا» برده می‌شوند. کاساندرا جانی استورم را کشته و Alioth را احضار می‌کند.
لوگان و ددپول بعد از فرار از دست کاساندرا، با یک نوع ددپول با صورت غیر زخمی و داگپول روبرو می‌شوند که آنها را به نواحی مرزی هدایت می‌کنند تا به نیروهای مبارز علیه کاساندرا بپیوندند. وید و لوگان در این مسیر با الکترا، بلید (وسلی اسنایپس)، گامبیت (چنینگ تاتوم) و اکس-۲۳، روبرو شده و در کنار آنها به مبارزه می‌پردازند. آنها نقشه ای برای شکست کاساندرا نوا با استفاده از کلاه ایمنی Juggernaut برای جلوگیری از قدرتش می‌کشند. لوگان با یادآوری رابطه کاساندرا با چارلز اگزویر، او را متقاعد می‌کند که به او کمک کند. او از یک حلقه جادویی مشابه به حلقه دکتر استرنج استفاده می‌کند تا آنها را به Earth-10005 بازگرداند. با این حال پیرو، کاساندرا را از وجود خیانت پارادوکس مطلع می‌کند و او را وادار می‌کند که آن دو را دنبال کند.
در زمین ۱۰۰۰۵، وید و لوگان با ارتشی از انواع ددپول روبرو می‌شوند و یک نبرد سنگین با آنها شروع می‌شود که با ورود پیتر ویزدم ناگهان پایان می‌یابد. در همین هنگام کاساندرا به مقر پارادوکس رفته و کنترل دستگاه Time Ripper را به دست می‌گیرد. پارادوکس به وید و لوگان می‌گوید که تنها راه از بین بردن Time Ripper فدا کردن جانشان است. این دو با استفاده از بدن خود به عنوان هادی، کاساندرا و time ripper را نابود می‌کنند. سپس مقامات مافوق از راه می‌رسند و پارادوکس را دستگیر می‌کند. به عنوان پاداشی برای تلاش‌های قهرمانانه‌شان، به لوگان اجازه داده می‌شود تا در خط زمانی وید بماند. فیلم با ضیافت شامی با حضور وید و لوگان و بقیه دوستان به پایان می‌رسد و وید با تشویق لوگان تصمیم می‌گیرد دوباره با ونسا ارتباط برقرار کند.
در صحنهٔ بعد از تیتراژ، ددپول با استفاده از مدرکی ویدیوئی، ادعای خود مبنی بر حرف‌های جانی استورم علیه کاساندرا که منجر به مرگ او شد را ثابت می‌کند تا همچنان این داستان ادامه پیدا کند.

## بازیگران

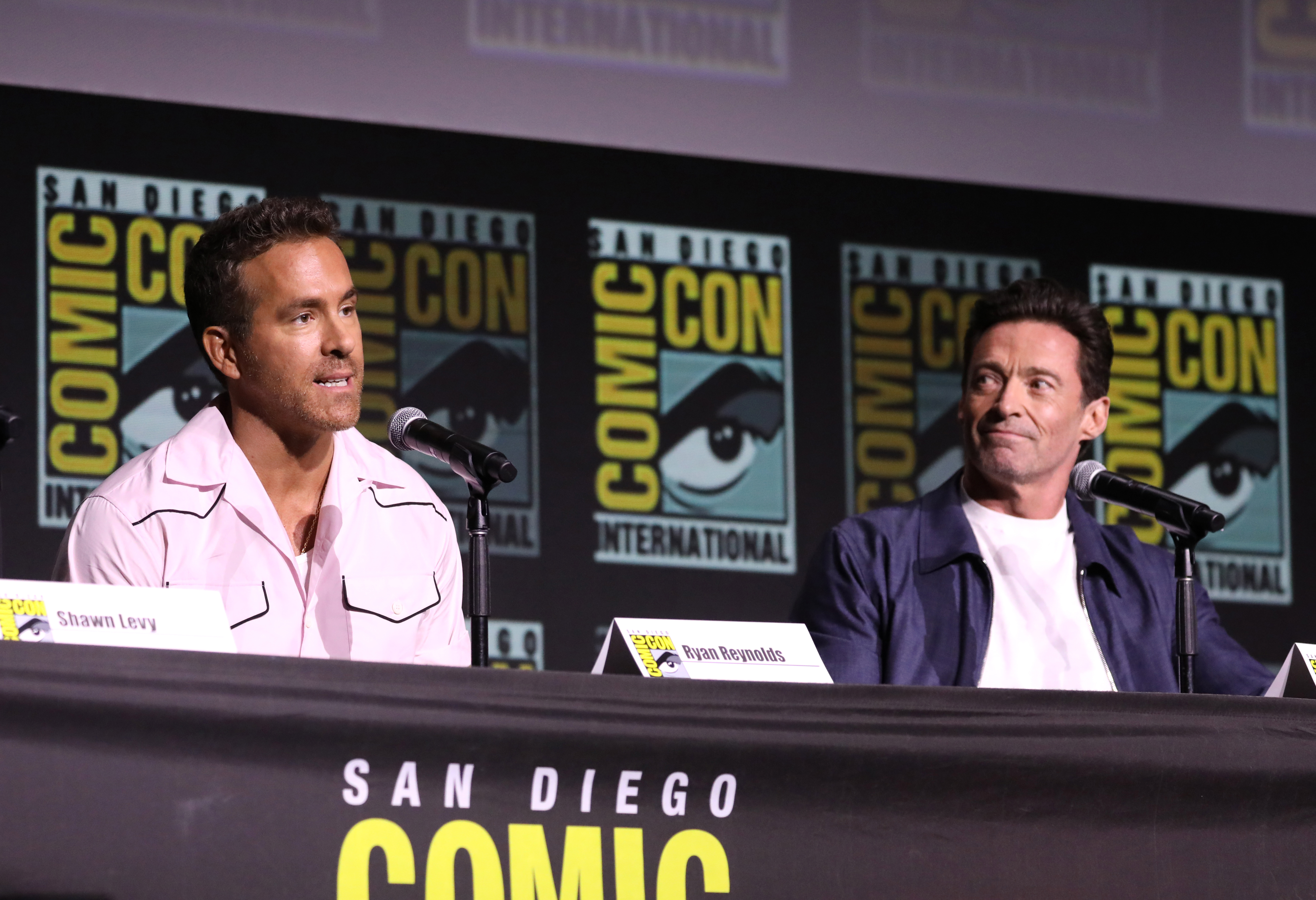
رینولدز و جکمن در کامیک-کان سن دیگو ۲۰۲۴

- رایان رینولدز در نقش وید ویلسون / ددپول
- هیو جکمن در نقش جیمز «لوگان» هَاوْلِت / ولورین
- اما کورین در نقش کاساندرا نوا
- مورنا باکارین در نقش ونسا
- راب دلینی در نقش پیتر ویزدوم
- لزلی اوگامس در نقش بلایند آل
- آرون استنفورد در نقش پایرو
- بلیک لایولی در نقش لیدی ددپول
- متیو مک‌فادین در نقش مستر پارادوکس
- کاران سونی در نقش دوپیندر
- برایانا هیلدبرند در نقش نگاسونیک تین‌ایج ورهد
- کوتسونا شیئوری در نقش یوکیو
- استفان کاپیچیچ صداپیشه کلاسوس
- جنیفر گارنر در نقش الکترا ناچیوس
- هنری کویل در نقش یکی از واریانت‌های ولورین
- کریس ایوانز در نقش جانی استورم
- وسلی اسنایپس در نقش بلید
- چنینگ تیتوم در نقش گامبیت
- دافنه کین در نقش اکس-۲۳
- جان فاورو در نقش هپی هوگان
- تایلر مین در نقش دندان خنجری

## تولید

### پیش‌زمینه
پس از موفقیت ددپول (۲۰۱۶)، فاکس قرن بیستم ساخت دو دنباله را آغاز کرد. فیلم سوم قرار بود شامل تیم ابرقهرمانی ایکس-فورس باشد. تیم میلر، کارگردان فیلم ددپول، به دلیل اختلاف در دیدگاه با بازیگر نقش اصلی رایان رینولدز، برای دنباله‌ها تصمیم به بازگشت نداشت و دیوید لیچ در نوامبر ۲۰۱۶ برای کارگردانی ددپول ۲ (۲۰۱۸) به‌کار گرفته شد. فاکس برای ساخت فیلم سوم به دنبال فیلم‌ساز دیگری بود. در مارس ۲۰۱۷، رت ریس، نویسنده ددپول و ددپول ۲، گفت ایکس-فورس در ددپول ۲ معرفی خواهد شد و سپس در فیلم اسپین‌آف درنظرگرفته‌شده‌ای حضور خواهد داشت تا «چیزی بزرگ‌تر» روانه کند، و جدا از سومین فیلم ددپول است که شخصی‌تر خواهد بود.
هنگامی که اکتساب فاکس قرن بیست و یکم توسط والت دیزنی در دسامبر ۲۰۱۷ اعلام شد، باب ایگر، مدیرعامل اجرایی شرکت والت دیزنی گفت که ددپولِ رینولدز با دنیای سینمایی مارول (MCU) یکپارچه خواهد شد، علی‌رغم اینکه فیلم‌های این دنیا دارای درجه‌بندی پی‌جی-۱۳ و فیلم‌های ددپول دارای درجه‌بندی آر هستند. ایگر گفت «تا زمانی که به مخاطبان اطلاع دهیم چه اتفاقی می‌افتد»، دیزنی مایل است فیلم‌های ددپول را با رتبه آر بسازد، و پیشنهاد کرد برای شخصیت‌هایی مانند ددپول می‌توان فیلم‌های درجهٔ آر برای مارول ساخت. در مهٔ ۲۰۱۸، رینولدز گفت ممکن است با تمرکز بر تیم ایکس-فورس، سومین فیلم ددپول ساخته نشود، اما رت ریس و شریک نویسندگی‌اش پال ورنیک احساس کردند که فیلم سوم پس از استراحت رینولدز قطعاً صورت خواهد گرفت. آن‌ها این فیلم را با فیلم انتقام‌جویان (۲۰۱۲) مقایسه کردند که بین مرد آهنی ۲ (۲۰۱۰) و مرد آهنی ۳ (۲۰۱۳) منتشر شد. دیوید لیچ به بازگشت برای فیلم دیگری از ددپول علاقه نشان داد. اعتقاد بر این بود که سومین فیلم ددپول تا اوت ۲۰۱۸ در حال ساختن بود رینولدز در ژانویهٔ ۲۰۱۹ تأیید کرد که سومین فیلم ددپول در حال ساخت است و گفت در مسیری کاملاً متفاوت پیش خواهد رفت؛ رینولدز بعداً اعلام کرد که در حال برنامه‌ریزی فیلمی به‌سبک جاده‌ای به اقتباس از راشومون (۱۹۵۰) با حضور هیو جکمن در نقش ولورین هستند. جکمن در سال ۲۰۱۶ که رسماً از شخصیت ولورین کنار رفته بود، یک فیلم اتحادی به‌همراه رینولدز با الهام از ۴۸ ساعت (۱۹۸۲) مد نظر داشت. در مارس ۲۰۱۹، دیزنی رسماً فاکس را تصاحب کرد و حقوق سینمایی چندین شخصیت مارول کامیکس شامل ددپول و مردان ایکس را برای مارول استودیوز به دست آورد. فیلم‌های مبتنی بر مارول که فاکس در حال ساخت آن‌ها به «حالت تعلیق» درآمدند.

## پخش
ددپول و ولورین نخستین بار در ۲۲ ژوئیهٔ ۲۰۲۴ در تالار دیوید اچ. کوک در نیویورک سیتی به نمایش درآمد. این فیلم در ۲۵ ژوئیه ۲۰۲۴ در بریتانیا و روز بعد از ایالات متحده منتشر شد. این فیلم بخشی از فاز پنجم دنیای سینمایی است.

## بازخورد

### گیشه
تا ۲۹ سپتامبر ۲۰۲۴، ددپول و ولورین در ایالات متحده و کانادا ۶۳۱٫۴ میلیون دلار و در سایر مناطق ۶۹۴٫۷ میلیون دلار به دست آورده است که در کل فروش جهانی آن بیش از ۱٫۳۲۶ میلیارد دلار است. این فیلم ۸۴ میلیون دلار از آی‌مکس جهانی به دست آورد و پنجمین فیلم پرفروش مارول در فرمت مذکور شد.
وبگاه فاندانگو اعلام کرد که پیش‌فروش بلیت این فیلم، بالاترین عملکرد مربوط به سال ۲۰۲۴، بالاترین عملکرد این فرنچایز و بالاترین عملکرد درجه سنی R در وبگاه را داشته است. سینماهای ای‌ام‌سی اعلام کرد ۲۰۰٫۰۰۰ نفر بلیت‌های روز نخست را در ای‌ام‌سی خریداری کرده‌اند که بیشترین فروش مختص به هر فیلم درجه R در زنجیره سینما را دارد. هالیوود ریپورتر گزارش داد که فروش بلیت روز نخست احتمالاً حدود ۸ تا ۹ میلیون دلار بوده است و احساس می‌کند که اکران این فیلم با فروش بیش از ۱۰۰ میلیون دلاری آغاز خواهد شد، چیزی که هیچ فیلمی در سال ۲۰۲۴ تا اواخر ماه می انجام نداده بود. وبگاه The Quorum که پیش‌بینی‌های گیشه فیلم‌ها در شش هفته پیش از اکران را بررسی می‌کند، محتاطانه پیش‌بینی کرد که افتتاحیهٔ فیلم با فروش بین ۲۰۰ تا ۲۳۹ میلیون دلاری آغاز خواهد شد. ددلاین هالیوود خاطرنشان کرد که هیچ فیلمی با رتبه R تا کنون با فروش بیش از ۲۰۰ میلیون دلار اکران داخلی آغاز به کار نکرده است و رکورد افتتاحیه برای فیلم با رتبه R مربوط به قسمت نخست ددپول با ۱۳۲٫۴ میلیون دلار است. سه هفته پیش از اکران، چندین سرویس ردیابی پیش‌بینی کردند که افتتاحیهٔ فیلم بین ۱۶۰ تا ۱۶۵ میلیون دلار فروش خواهد شد. ددلاین هالیوود گفت که دیزنی انتظار افتتاحیه ای در این محدوده فروش را داشت. هفته اکران، ددلاین هالیوود افتتاحیه جهانی را بین ۳۴۰ تا ۳۶۰ میلیون دلار پیش‌بینی کرد. در آن زمان، پیش‌فروش بلیت برای ایالات متحده و کانادا به ۳۵ میلیون دلار رسیده بود.

### واکنش انتقادی
تعدادی از نشریات گزارش دادند که واکنش‌ها به فیلم اختلاف‌برانگیز بود، در حالی که دیگران بیان کردند فیلم تا حد زیادی در معرض نقدهای مثبت قرار گرفته است. در وبگاه جمع‌آوری نقد راتن تومیتوز، ٪۷۸ از ۴۰۲ بررسی منتقدان مثبت است و میانگینِ امتیاز آن ۷/۱۰ است. این فیلم در متاکریتیک که از میانگین وزنی استفاده می‌کند، بر اساس نظر ۵۸ منتقدین امتیاز ۵۶ از ۱۰۰ را کسب کرده که نشان‌گر «نقدهای مختلط یا متوسط» است. تماشاگران شرکت‌کننده در نظرسنجی سینماسکور مانند دو فیلم نخست، به این فیلم میانگین نمرهٔ «A» از A+ تا F دادند. کسانی که توسط پست‌ترک مورد بررسی قرار گرفتند، به فیلم نمره کلی ۹۶٪ مثبت دادند، و ۸۵٪ گفتند که قطعا آن را توصیه می‌کنند.